# Stefan Giglio
Stefan Giglio (* 26. Februar 1979 in Valletta) ist ein ehemaliger maltesischer Fußballspieler. Der Mittelfeldspieler kam in der maltesischen Premier League und der bulgarischen A Grupa auf insgesamt 335 Einsätze. Er konnte siebenmal die maltesische Meisterschaft gewinnen.

## Erfolge
- Fußballer des Jahres in Malta: 2004
- Maltesischer Meister: 1997, 1998, 1999, 2001, 2004, 2005, 2008